# Franz Xaver von Salm-Reifferscheidt-Krautheim
Il visconte Franz Xaver von Salm-Reifferscheidt-Krautheim (Vienna, 1º febbraio 1749 – Klagenfurt, 19 aprile 1822) è stato un cardinale austriaco.
Fu nominato cardinale della Chiesa cattolica da papa Pio VII.

## Biografia
Nacque a Vienna il 1º febbraio 1749, figlio del ciambellano imperiale conte Anton Karl von Salm-Reifferscheidt e di sua moglie, la contessa Maria Rafaela von Rogendorf. Suo prozio era il principe Giuseppe Venceslao del Liechtenstein.
Papa Pio VII lo elevò al rango di cardinale nel concistoro del 23 settembre 1816: non ricevette mai un titolo
Morì il 19 aprile 1822 all'età di 73 anni.

## Genealogia episcopale e successione apostolica
La genealogia episcopale è:
- Cardinale Scipione Rebiba
- Cardinale Giulio Antonio Santorio
- Cardinale Girolamo Bernerio, O.P.
- Arcivescovo Galeazzo Sanvitale
- Cardinale Ludovico Ludovisi
- Cardinale Luigi Caetani
- Cardinale Ulderico Carpegna

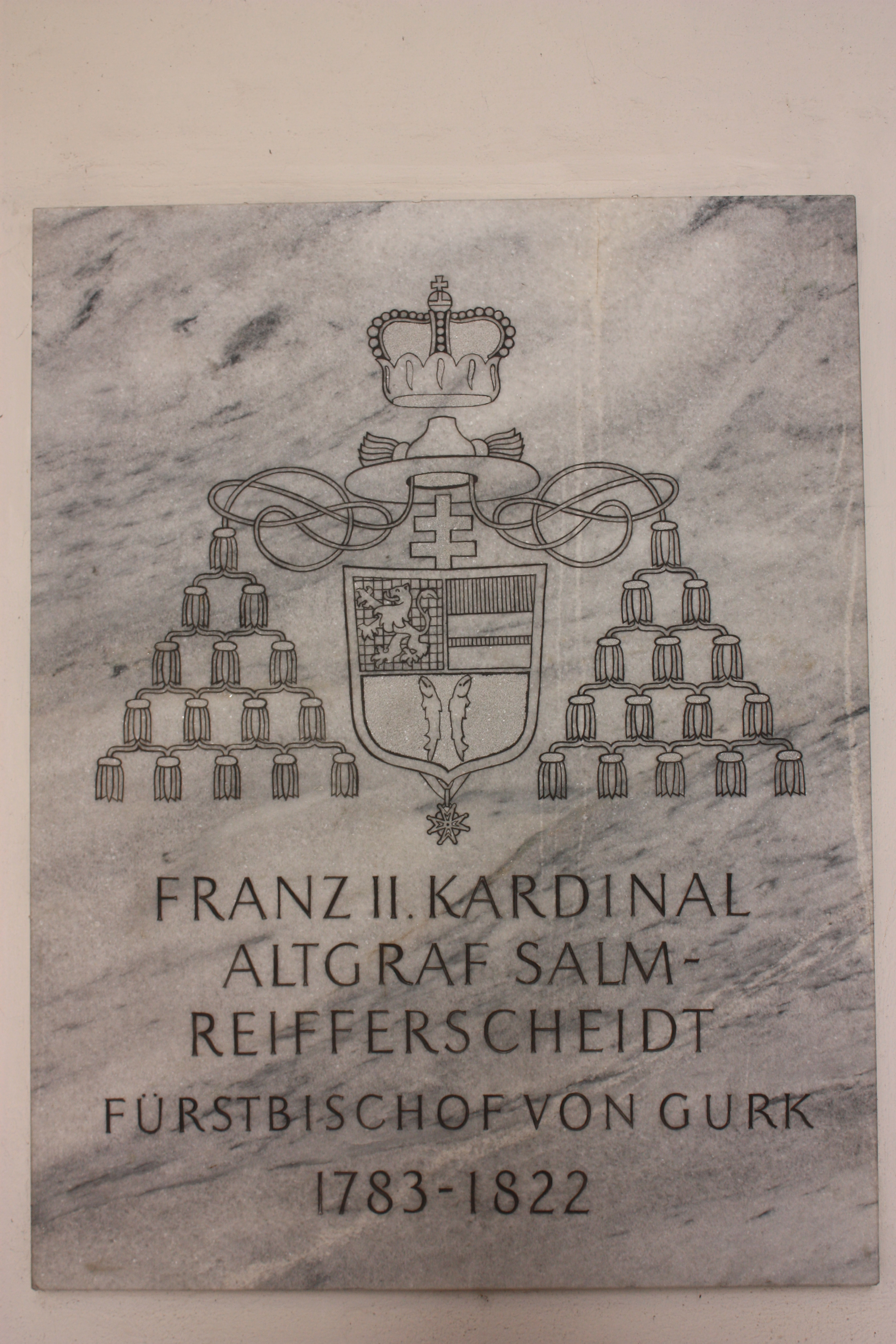
Tomba di von Salm Reifferscheidt Krautheim a Strasburgo

- Cardinale Paluzzo Paluzzi Altieri degli Albertoni
- Papa Benedetto XIII
- Papa Benedetto XIV
- Vescovo Joseph Maria von Thun und Hohenstein
- Arcivescovo Sigismund III von Schrattenbach
- Arcivescovo Hieronymus von Colloredo
- Cardinale Franz Xaver von Salm Reifferscheidt Krautheim

La successione apostolica è:
- Vescovo Jean Lambert de Hannotte (1805)